# Kiryat Ye'arim
Kiryat Ye'arim (in ebraico קִרְיַת יְעָרִים‎?), conosciuto anche come Telz-Stone, è un villaggio haredi nel distretto di Gerusalemme in Israele. È situato in un'area menzionata nella Bibbia, da cui prende il nome.

## Geografia
Kiryat Ye'arim si trova a circa 10 chilometri (6,2 mi) ovest di Gerusalemme, poco a nord dell'autostrada Tel Aviv - Gerusalemme. Confina col villaggio arabo di Abu Ghosh e con la comunità ebraica di Neve Ilan. Kiryat Ye'arim è tra 661,8 e 749,5 metri sopra il livello del mare.

## Nella Bibbia
Kiryat Ye'arim deve il suo nome al sito biblico Kiriath-Jearim. Qui, secondo il Libro di Samuele, fu custodita per vent'anni l'Arca dell'Alleanza per poi essere spostata a Gerusalemme da Re David (7:1).

## Storia
Per l'edificazione di Kiryat Ye'arim furono acquistati seicento dunum prima del 1948 da Menashe Elissar, un uomo d'affari che fu attratto da questo luogo come sede degli avvenimenti biblici.
La comunità moderna fu fondata nel 1973 da un gruppo di studenti e insegnanti provenienti dalla yeshiva Telshe in America. Nonostante il nome ufficiale, il villaggio è conosciuto come Telz-Stone, in onore del fondatore della yeshiva Irving I. Stone, il quale aiutò finanziariamente lo sviluppo dell'insediamento.

## Società

### Evoluzione demografica
Nel 2018 contava una popolazione di 5 565 abitanti.
Secondo il Jerusalem Institute for Israel studies nel 2012 aveva una popolazione prevalentemente di ebrei, con un tasso di crescita del 13%. Molti dei residenti sono immigrati dal Nord America, dall'Europa e dal Sudafrica.

### Istituzioni, enti e associazioni
Kiryat Ye'arim è la sede di tre yeshiva ortodosse pensate per studenti stranieri, provenienti in particolare dagli Stati Uniti d'America: Neveh Zion, Keser Dovid e Yishrei Lev. È, inoltre, la sede della yeshiva haredi sefardita Be'er Yitzhak.